# Kaue

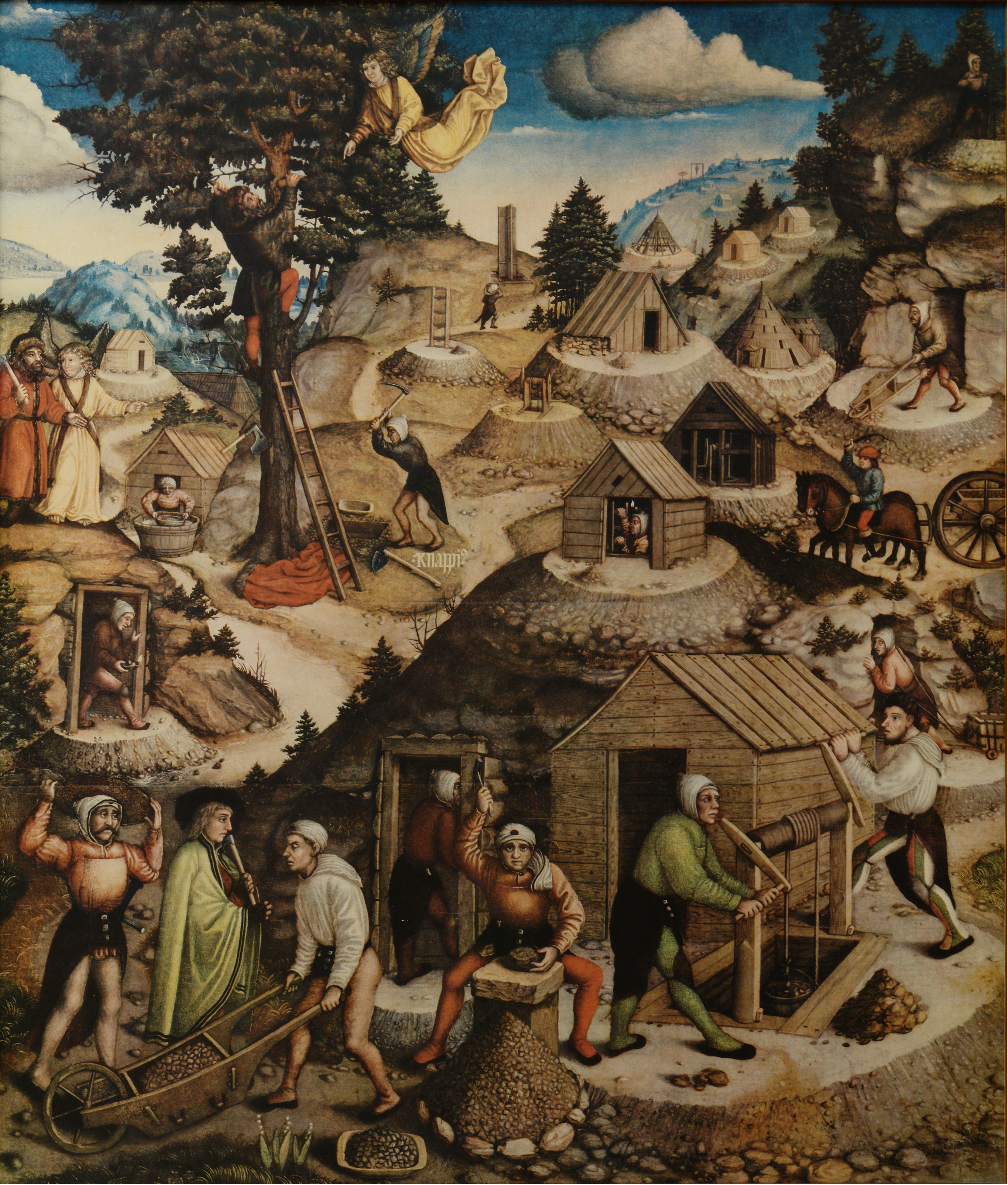
Der Annaberger Bergaltar zeigt eindrucksvoll die mit Kauen übersäte Landschaft.

Eine Kaue (früher auch Grubenkaue, Kauhe oder Kähe) ist im vorindustriellen Bergbau ein Überbau über einem Bergwerks-Schacht.
Im heutigen bergmännischen Sprachgebrauch wird mit Kaue allgemein ein umbauter übertägiger Raum bezeichnet, der z. B. als Aufenthalts- oder Umkleidemöglichkeit („Waschkaue“) genutzt wird.

## Die Kaue im frühen Bergbau

### Wortherkunft und Nutzung der Kaue
Der Begriff Kaue bedeutet Hütte oder Häuschen. Der Begriff Kaue ist abgeleitet von kaf oder kab, was so viel wie hohler Raum bedeutet. Aber auch andere Bezeichnungen wie kaa, käu, kau, kawe oder caw wurden verwendet. Bei Agricola heißt es hierzu:

„Ein Bergmann, so er einen tieffen Gang entblösst, so hebt er ein Schacht an zu sencken, und setzet vber in einen haspel und ein Kaw, dass es nicht in den Schacht regne, auch nicht die Haspeler vor Kälte erstarrend, oder sonst von regen verdrossen werden.“

Zunächst bezeichneten die Bergleute nur das über dem Schacht errichtete Gebäude als Kaue. Diese Gebäude dienten dem Schutz des Schachtmundes oder bei Stollenbergwerken dem Schutz des Stollenmundloches. Die dort arbeitenden Bergleute schützte die Kaue vor der Witterung. Die Kaue war dem Zweck entsprechend ein kleines Gebäude, welches in der Regel auf einer Halde stand. Oftmals waren Kauen auch nur als spitzes Dach ähnlich einer Finnhütte ausgeführt. Es  kam mitunter vor, dass Kinder, wenn die Bergleute nicht anwesend waren, am Schacht spielten und sie bei ihrem Spiel aufgrund von Unachtsamkeit in den Schacht fallen konnten, oder Steine in den Schacht warfen und unten arbeitende Bergleute verletzen konnten. Um diesen Gefahren vorzubeugen, musste der Schacht vor dem unzulässigen Zutritt geschützt werden. Hierfür war die Kaue mit einer Tür versehen, die mit einem eisernen Riegel, dem Kauenschloss, versehen war. Dieses Kauenschloss wurde mit dem Kauenschlüssel abgeschlossen. Dieser Verriegelungsmechanismus war so kompliziert, dass man ihn erst mit einiger Übung bedienen konnte. Aufgrund dieser Tatsache ließen die Bergleute den Kauenschlüssel unter einem Stein in der Nähe der Kaue liegen. Die Kaue war auch morgendlicher Versammlungsort. Zur Kontrolle war der Grubensteiger morgens bei der Anfahrt der Bergleute in der Kaue anwesend. Aus Sicherheitsgründen war es verboten, in den Kauen grundlos zu schreien oder sonst wie Lärm zu erzeugen. Außerdem war es verboten, laut zu singen oder zu pfeifen. Auch Tätlichkeiten unter den Bergleuten waren bei Strafe verboten.

### Sonstige Kauen
Im Laufe der Jahre wurde der Begriff Kaue auch für sonstige Gebäude der Bergwerke genutzt. Bereits in der Joachimsthaler Bergordnung von 1548 wurden die Zechenhäuser und Huthäuser als Kauen bezeichnet. Meist wurde zur Unterscheidung der einzelnen Kauen noch ein zusätzliches Wort hinzugefügt. Der Überbau über dem Göpel wurde als Treibekaue bezeichnet. Das Gebäude über einem Haspel nannte der Bergmann Haspelkaue. Das Gebäude, in dem das Grubenholz für die Grube vorbereitet wurde, nannte man Zimmerkaue. Die Kaue über dem Schacht wurde Schachtkaue genannt. In allen Kauen war es, insbesondere des Nachts, untersagt ein Feuer anzumachen. Heute werden nur die Gebäude, in den sich die Bergleute umziehen und reinigen können, als Kaue oder Waschkaue bezeichnet.

Historische Kauen
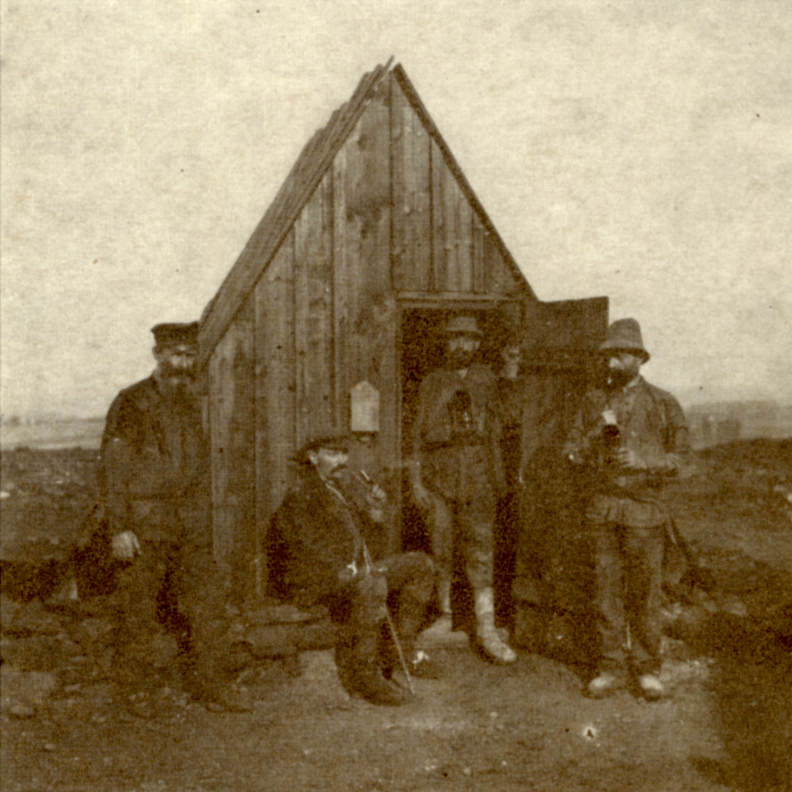
Kaue in der Nähe von Freiberg, um 1900
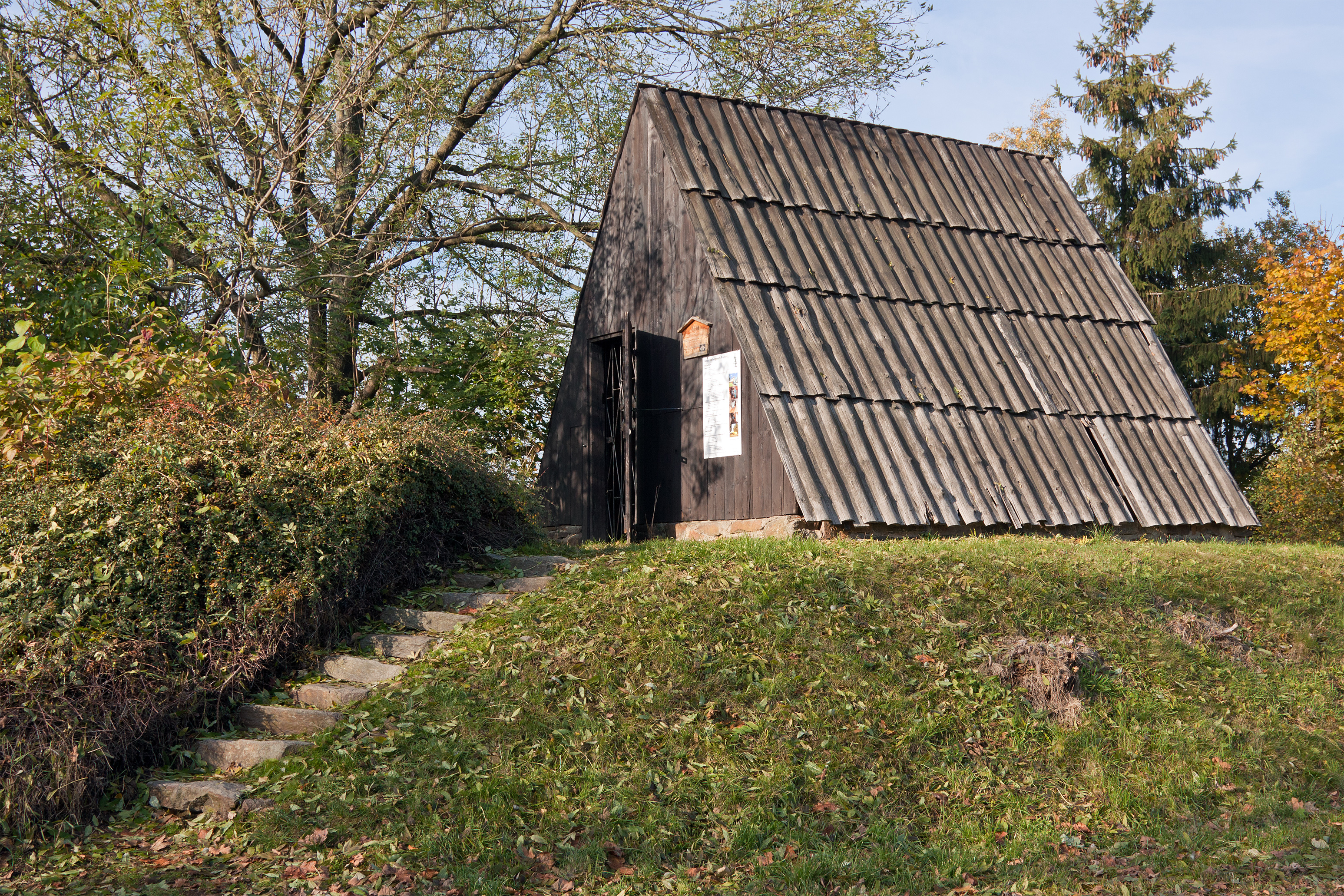
Nachgestaltete Haspelkaue eines Schachtes auf dem Elisabeth Stehenden in Freiberg
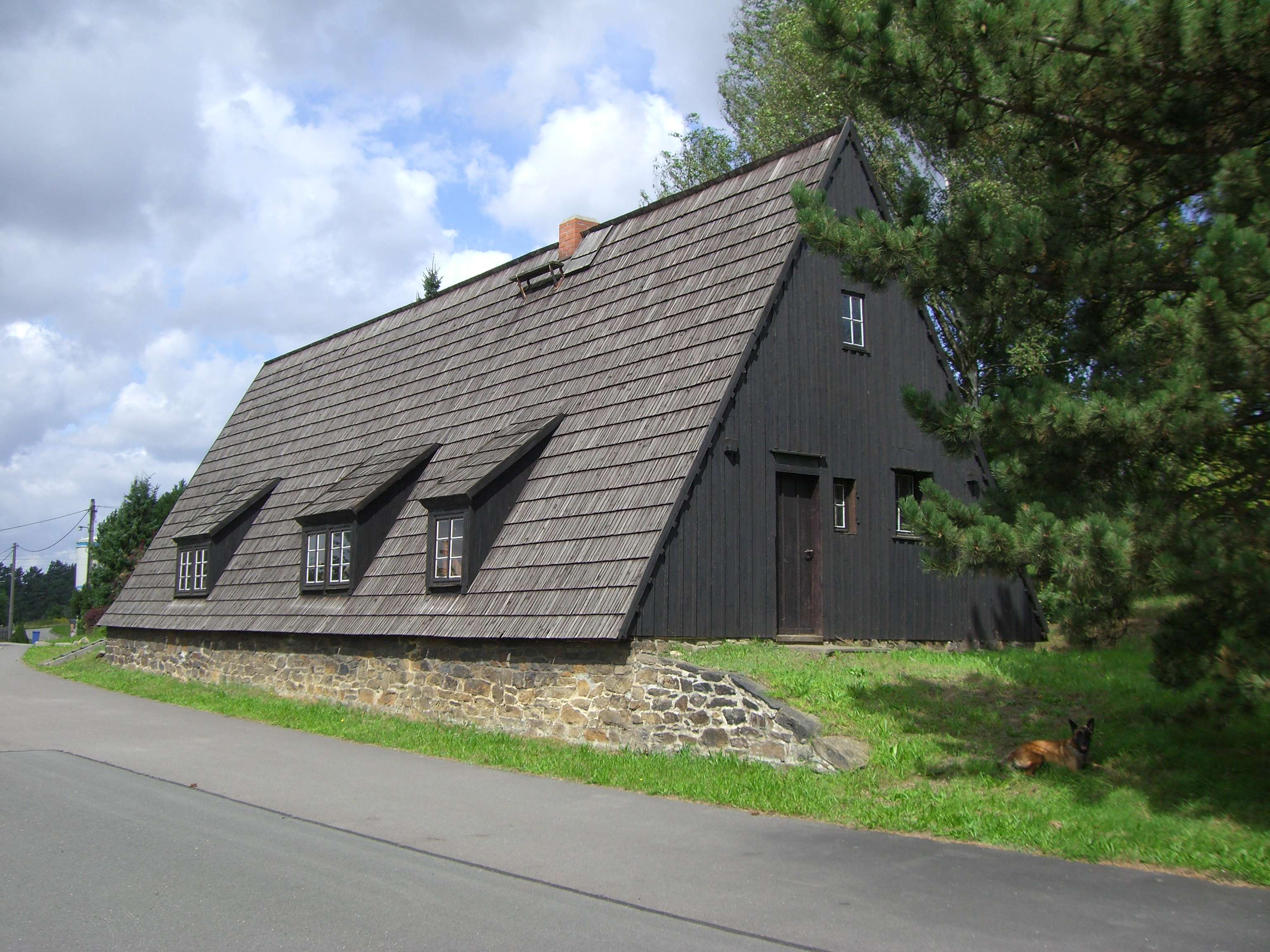
Kaue des 8. Lichtlochs des Rothschönberger Stollns, Halsbrücke
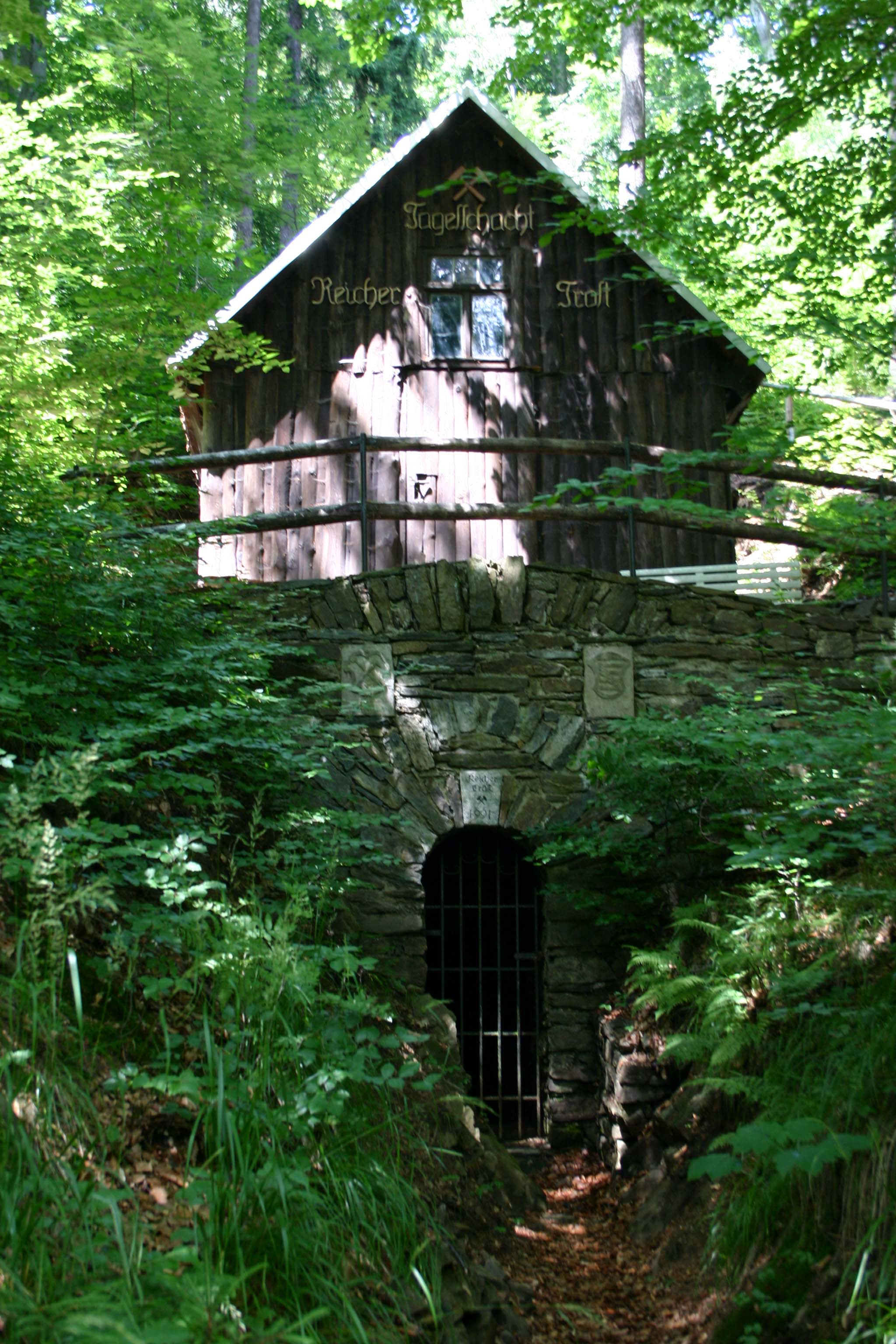
Kaue des Oberen Troster Stollns, Zschorlau

## Waschkaue
Es war früher üblich, dass sich die Bergleute in ihrer Arbeitskleidung bei der Zeche einfanden und dann auch mit der stark verschmutzten Kleidung nach der Schicht nach Hause gingen. Dort wuschen sie sich unter einfachen Bedingungen unter Zuhilfenahme eines Eimers oder eines Waschkübels.

### Die ersten Waschkauen
Erste Waschkauen wurden in der zweiten Hälfte des 19. Jahrhunderts auf einzelnen Bergwerken in Betrieb genommen. Diese Kauen waren oft hygienisch nur unzureichend ausgestattet. Es gab nur einen gemeinsamen Gemischtumkleideraum, in dem sich die Bergleute umkleideten. Die Verkehrswege waren derart gestaltet, dass die kommenden oder gehenden Bergleute zwischen den sich umkleidenden Kameraden hindurchgehen mussten. Ihre Kleidung bewahrten sie in der Regel in Schränken auf, in denen sich zwei Fächer, eines für Privat- und eines für die Arbeitskleidung, befanden. Zum Reinigen standen den Bergleuten nur etwa einen Meter tiefe Waschbassins zur Verfügung. Diese waren in der Regel nicht mit Einsteigeleitern ausgestattet. Wände und Böden der Becken waren betoniert und mit Zementputz verputzt. In diesen Gruben mussten sich die Bergleute, oft dicht gedrängt, reinigen. Oftmals wurden diese Waschbassins nur unzureichend gereinigt. Auch wurde das Wasser in den Becken nicht genügend gewechselt, sodass sich die Bergleute in stark verschmutztem Wasser waschen mussten. Es gab auch Bergwerke, auf denen die Waschkauen so klein dimensioniert waren, dass sich dort nur wenige Bergleute gleichzeitig reinigen konnten. All diese Missstände führten letztendlich dazu, dass viele Bergleute in ihrer Arbeitskleidung zum Bergwerk kamen und sich Zuhause wuschen. Häufig machten nur die Bergleute, die einen langen Heimweg hatten, von der Waschmöglichkeit in der Kaue Gebrauch.

### Probleme und Abhilfe
Im 19. und Anfang des 20. Jahrhunderts kam es unter Bergleuten zu einer Verbreitung der Wurmkrankheit. Begünstigt wurde diese Krankheit auch durch die mangelnde Hygiene in den Kauen. Insbesondere in den gemeinschaftlich genutzten Waschbassins konnten sich die Wurmlarven über das Badewasser leicht übertragen. Da die Bergleute oft zwischen den Bergwerken ausgetauscht wurden, wurde die Krankheit auch dadurch verschleppt. Am Anfang des 20. Jahrhunderts bildete sich ein „Ausschuss zur Bekämpfung der Wurmkrankheit“ unter Vorsitz des Medizinalrates Dr. Tenholt. Aufgrund der Untersuchungen dieses Ausschusses und Enthüllungen der Bergarbeiter-Zeitung wurde die Bekämpfung der Seuche stark forciert und es wurde am 1. August des Jahres 1903 eine Bergpolizeiverordnung in Kraft gesetzt, die neben der gesundheitlichen bzw. ärztlichen Vorsorge zur Bekämpfung der Wurmkrankheit auch weitgehende hygienische Maßnahmen regelte. So wurden die Bergwerksbesitzer verpflichtet, für einwandfreie hygienische Verhältnisse in den Kauen zu sorgen. Insbesondere mussten die Kauenräume der Belegschaftsstärke angepasst sein und mit ausreichenden Duschen anstelle der Badebassins ausgerüstet werden. Durch die Brausebäder hatten die Bergleute dann immer sauberes Wasser zur Verfügung. Die Anlagen mussten regelmäßig gereinigt werden, sodass sie stets in einem sauberen Zustand waren.

### Moderne Waschkauen
Bei modernen Waschkauen wurde das Schwarz-Weiß-Prinzip geschaffen, um einfach und auch in großer Personenanzahl zwischen der Straßen- und Arbeitskleidung zu wechseln. Neben der Mannschaftskaue gibt es separate Kauen für Steiger und für Jugendliche unter 18 Jahren. Die Kauen sind so gestaltet, dass sich die sauberen, kommenden und die am Arbeitsende verschmutzten Bergleute nicht begegnen. Die Waschkaue besteht im Wesentlichen aus zwei  gleichen Umkleideräumen, der Weißkaue und der Schwarzkaue. Diese Umkleideräume sind so bemessen, dass pro Bergmann ein Platz von 0,3 m2 zur Verfügung steht. Die Kleidung wird an Haken aufgehängt und mittels eines Seiles oder einer Kette frei zur Decke hochgezogen, Spinde, wie man sie aus vielen anderen Industriebetrieben kennt, sind im Bergbau dagegen nicht allgemein üblich. Aufgrund der höheren Temperaturen im Deckenbereich kann die Kleidung, falls sie feucht ist, zügig trocknen und lüften. Die Ketten werden an einem Ständer verschließbar angebracht. Durch diese Anordnung lässt sich die Kaue besser reinigen und die Kleidung ist weitgehend vor Staub und Diebstahl geschützt. Damit sich die Bergleute während des Umkleidens auch hinsetzen können, sind in regelmäßigen Abständen durchgehende Bänke fest am Boden montiert. Durch diese Bänke wird auch ein wildes Durcheinanderlaufen unterbunden. Seitlich von den Umkleideräumen befinden sich die Toiletten, die von den Umkleideräumen aus einfach erreicht werden können.
Zwischen den Umkleideräumen befinden sich Duschen und andere Waschmöglichkeiten. Deren Anzahl ist so bemessen, dass, bezogen auf die am stärksten belegte Schicht, für neun bis zehn Mann eine Brause vorhanden ist. Der Platz um die Brause beträgt pro Brause 1,5 m2. Dadurch kann eine Dusche gleichzeitig von mehreren Bergleuten benutzt werden. Zur Vermeidung von Hauterkrankungen muss in den Kauen genau auf die Hygiene geachtet werden. Das erfordert eine regelmäßige Reinigung und Desinfizierung der Kaue. Für diese Aufgaben ist, je nach Bergwerk, eine entsprechende Anzahl an Kauenwärtern zuständig. Vor Schichtbeginn zieht sich der Bergmann in der Weißkaue aus, hängt seine Privatkleidung auf den Weißhaken und zieht diesen hoch. Dann geht er nackt zur Schwarzkaue und zieht seine Arbeitskleidung, die ebenfalls auf einem Haken an einer Kette hängt, an. Nach getaner Arbeit geht dieser Ablauf andersherum, dann allerdings mit Benutzung der Brausen.

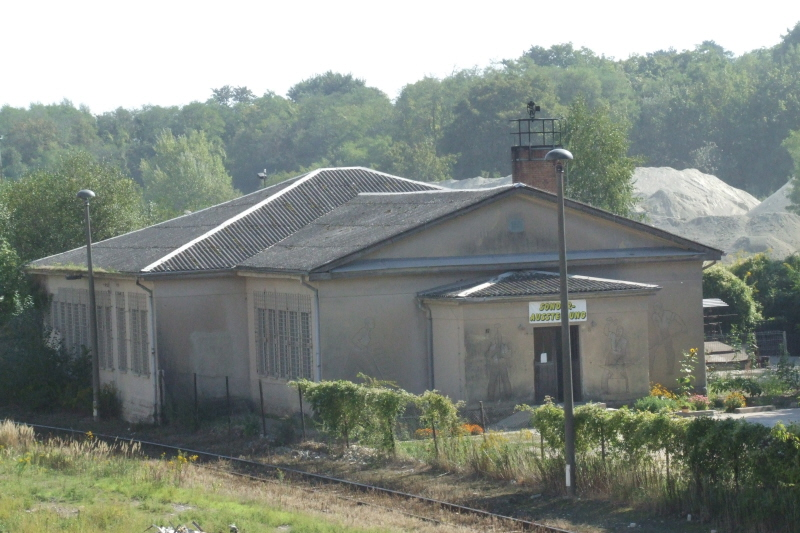
Waschkaue im Museumspark Kalkwerk Rüdersdorf bei Berlin
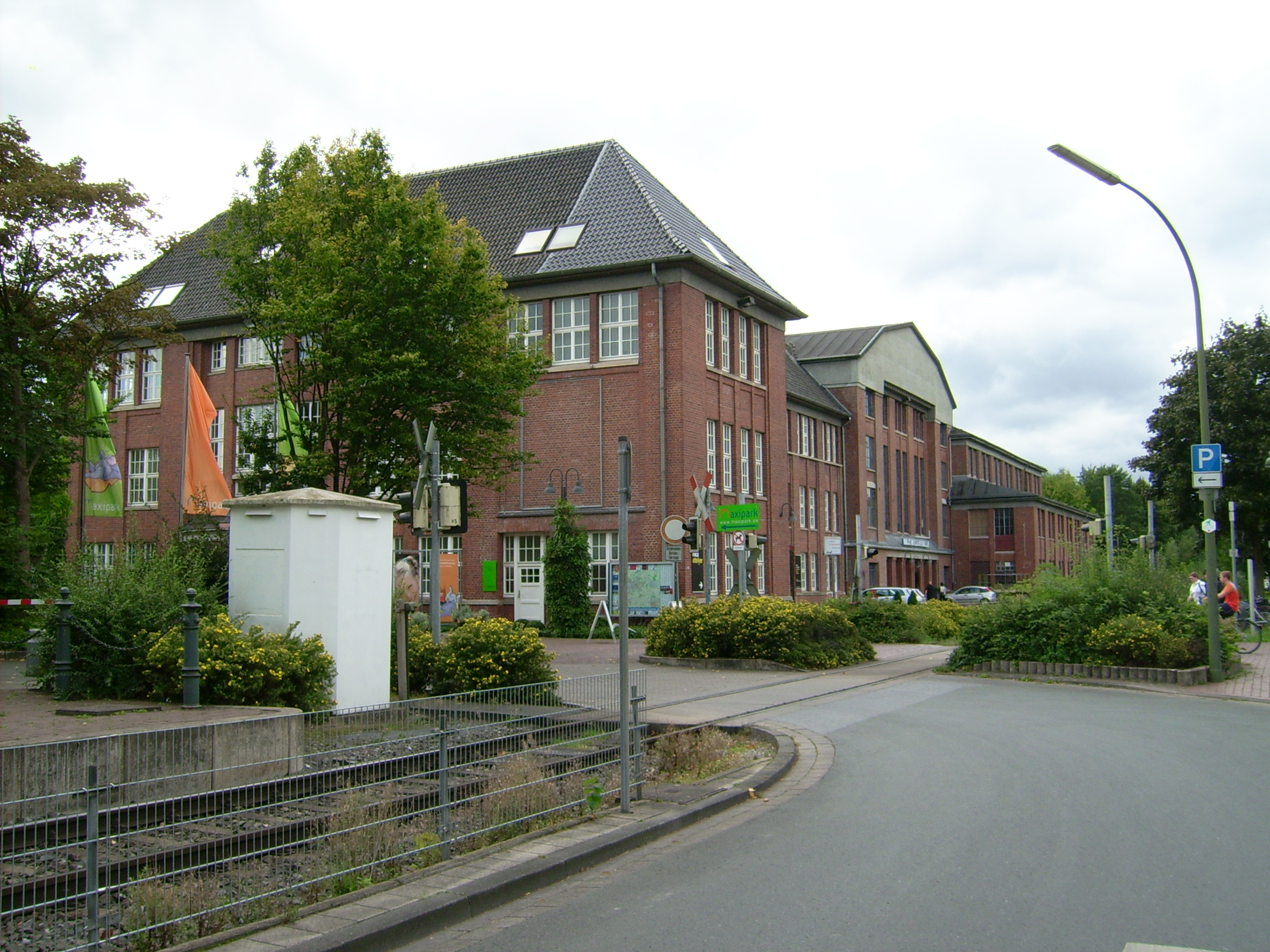
Verwaltungs- und Kauengebäude der Zeche Maximilian, Hamm (1913/14)
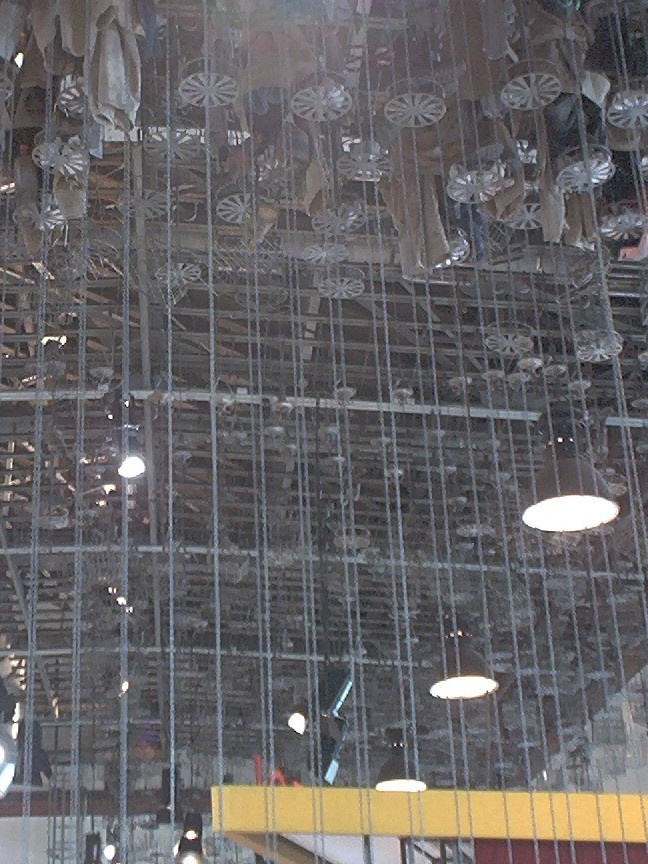
Inneres einer Waschkaue
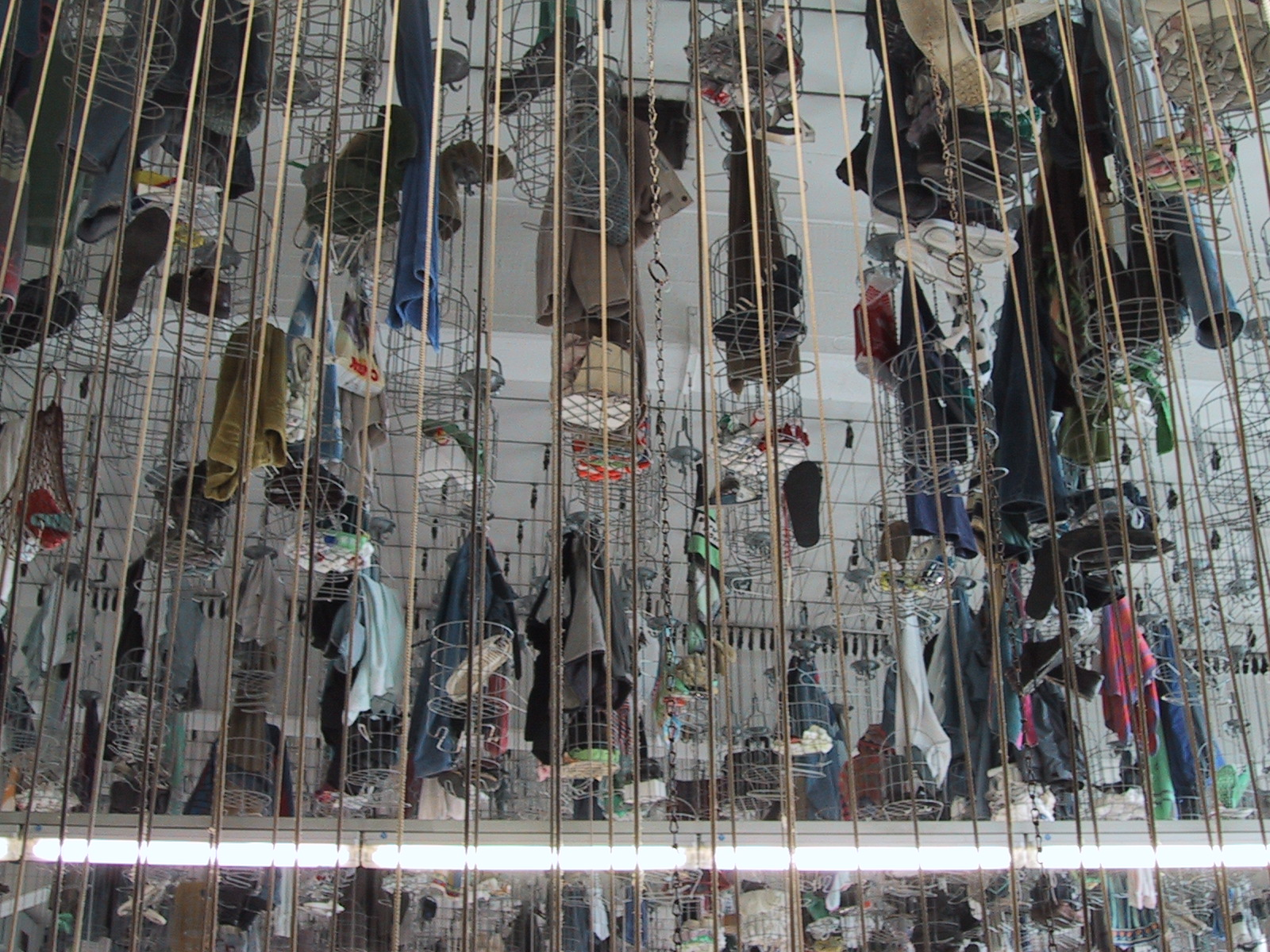
Weißkaue im Salzbergwerk Rheinberg
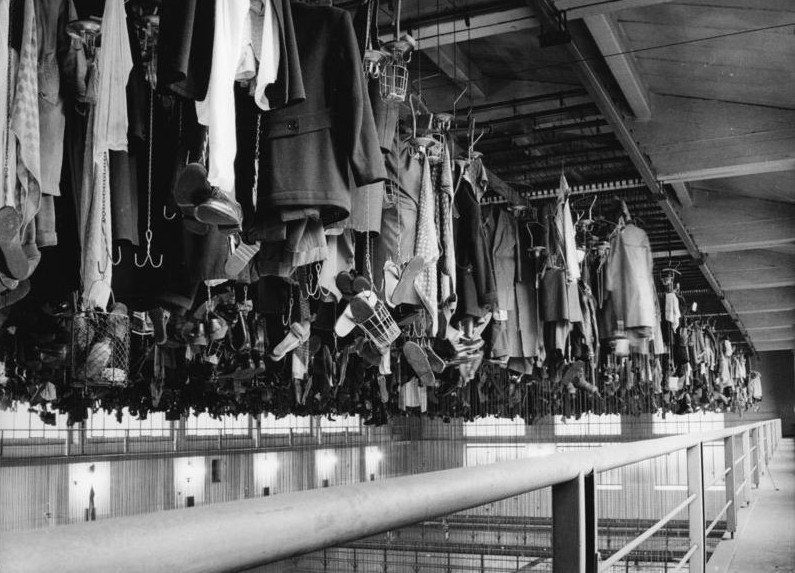
Kleiderhaken bei einer Kaue im Ruhrbergbau
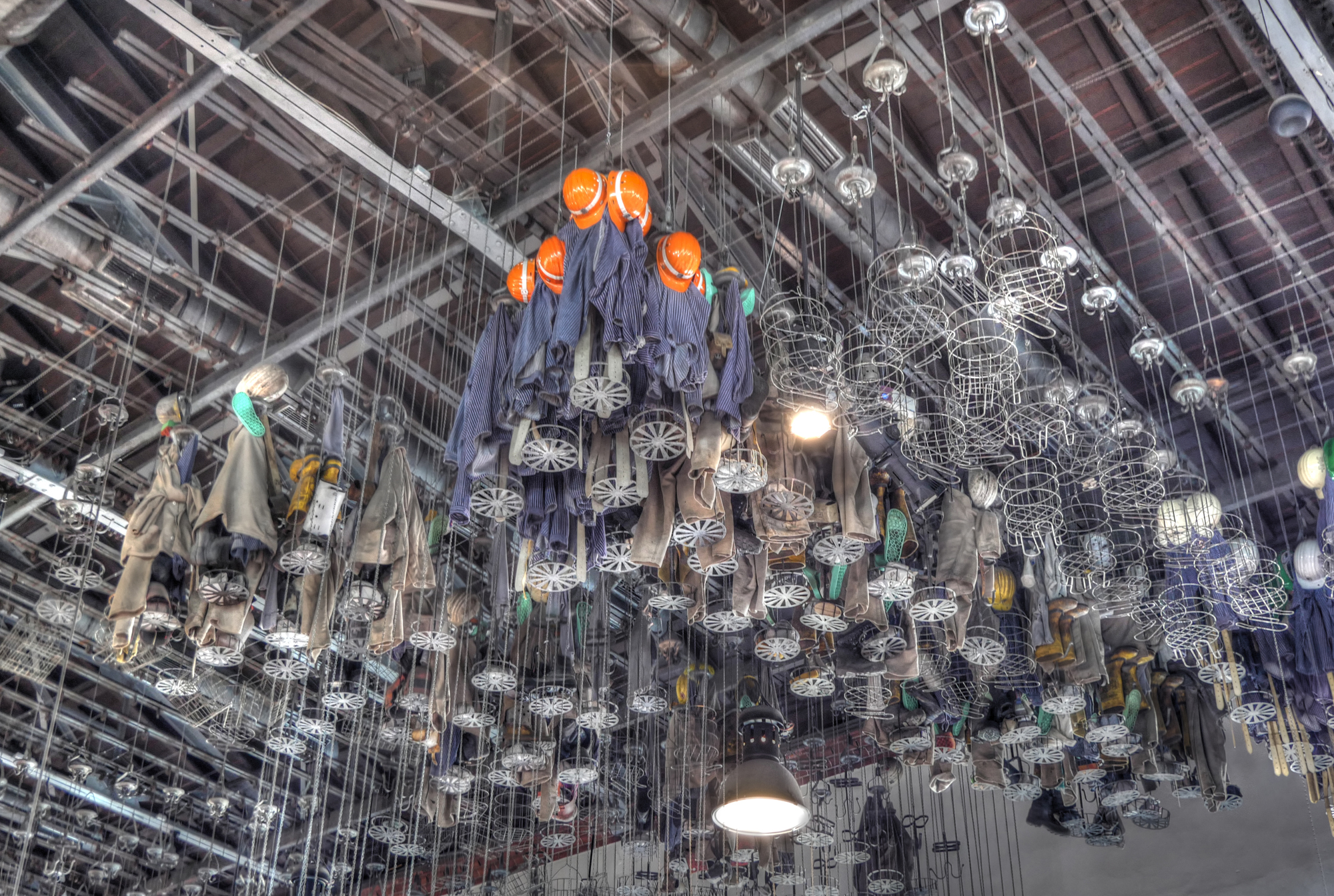
Schwarzkaue Zeche Zollern Dortmund